# Adopaeoides
Adopaeoides là một chi bướm ngày thuộc họ Bướm nâu trong họ Hesperiidae.